# Йоан Ґрінвальд
Йоан Ґрінвальд (лат. Ioannes Grynwald) — львівський міщанин, золотар. Член колегії 40 мужів (1622 - 1636), лавник (1636 - 1647) та райця (1647 - 1650). Бурмистр Львова в 1649р.
Представник німецької громади міста.